# コンゴ

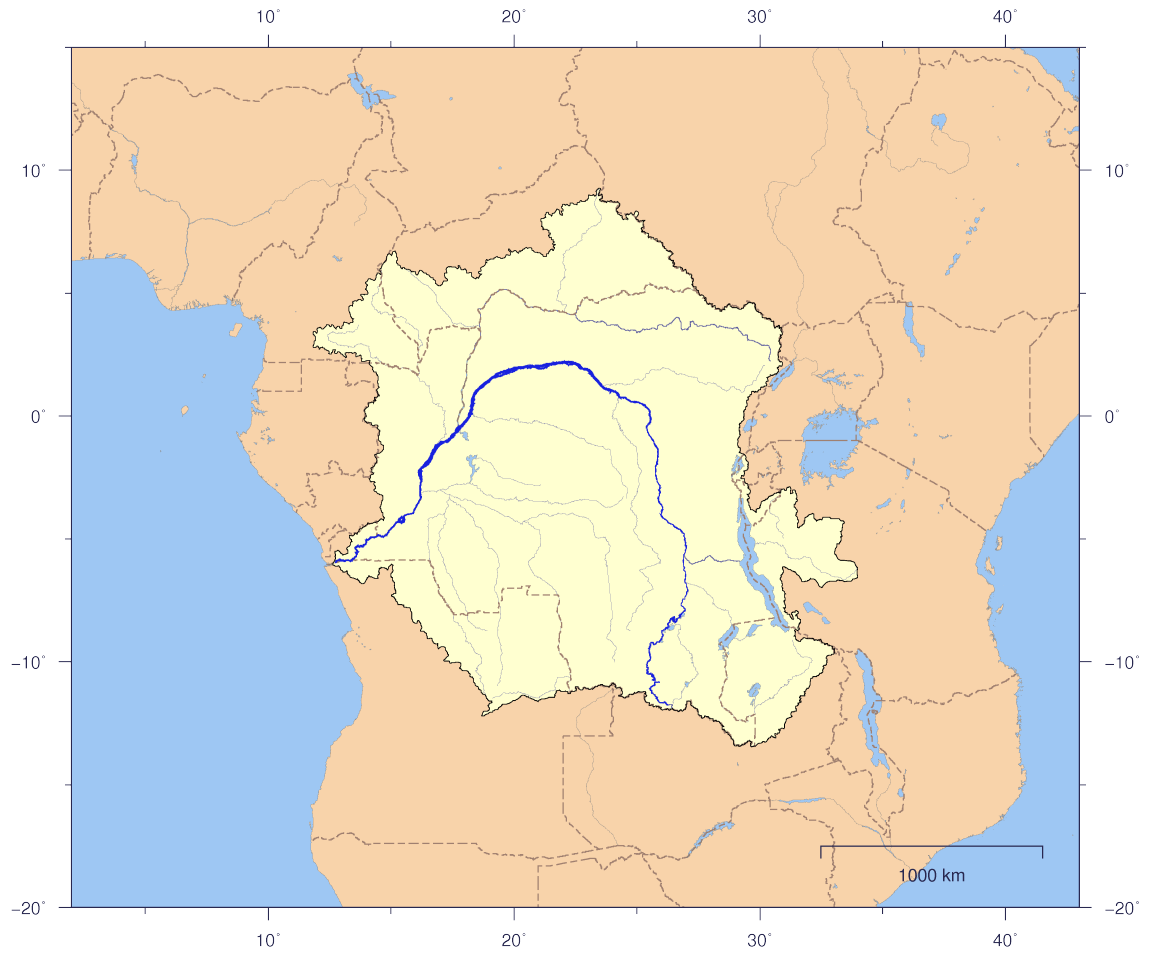
コンゴ川とその流域

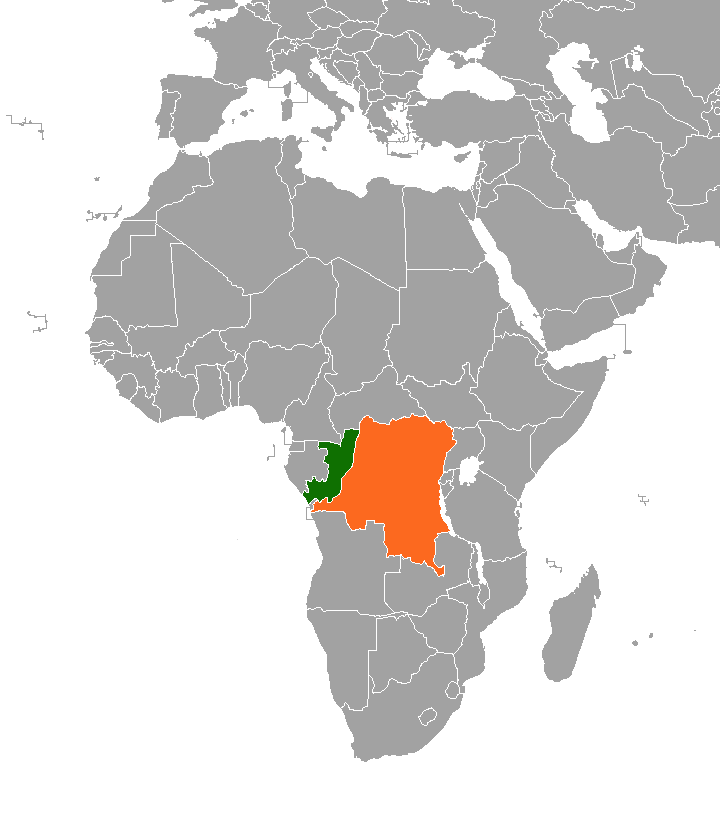
現在コンゴを名乗る2国
コンゴ共和国
コンゴ民主共和国

コンゴ (Congo, Kongo) は、中部アフリカの地域。バントゥー語で「山」を意味する。
現在は3か国に分割されている。
- コンゴ共和国 (ROC) - 首都ブラザヴィル
- コンゴ民主共和国 (DRC) - 旧ザイール、首都キンシャサ
- カビンダ - アンゴラ領

## 地形
- コンゴ川
- コンゴ盆地

## 住民
コンゴ人が居住する。

## 歴史
1395年ごろから1914年まで、コンゴ王国が繁栄していた。
15世紀末のポルトガルを嚆矢にヨーロッパ列強が進出し、末期には分割植民地化された。

### コンゴ共和国
- 1882年 - フランス領コンゴ成立
- 1901年 - ガボンを編入
- 1903年 - 中央コンゴ (Moyen-Congo) と名を変え、ガボンを再分離する。
- 1910年 - 他のいくつかのフランス植民地と共にフランス領赤道アフリカとして統合。
- 1960年 - コンゴ共和国として独立（コンゴ民主共和国とは別国としての独立）
- 1970年 - コンゴ人民共和国に改名
- 1991年 - コンゴ共和国に名を戻す。

### コンゴ民主共和国
- 1885年 - コンゴ自由国成立。ベルギー王の私領
- 1908年 - ベルギー領コンゴ成立
- 1960年 - コンゴ共和国として独立（上記の現コンゴ共和国とは別国としての独立）
- 1964年 - コンゴ民主共和国に改名。
- 1971年 - ザイール共和国に改名
- 1997年 - コンゴ民主共和国に改名

### カビンダ
- 0000年 - ポルトガル領コンゴ
- 0000年 - ポルトガル領西アフリカの一部
- 0000年 - ポルトガル領アンゴラの一部
- 1951年 - アンゴラ海外県の一部
- 1972年 - アンゴラ州の一部
- 1975年 - アンゴラ共和国が独立。アンゴラ領カビンダとなる。